# Uddträsket, Uppland
Uddträsket är en tidigare sjö vid Forsmarks kärnkraftverk, i Östhammars kommun i Uppland och ingår i Tämnarån-Forsmarksåns kustområde.